# بيل تي غروس
بيل تي غروس (بالإنجليزية: Bill Gross)‏ هو شخصية أعمال أمريكي، ولد في 1958.